# Dinero electrónico

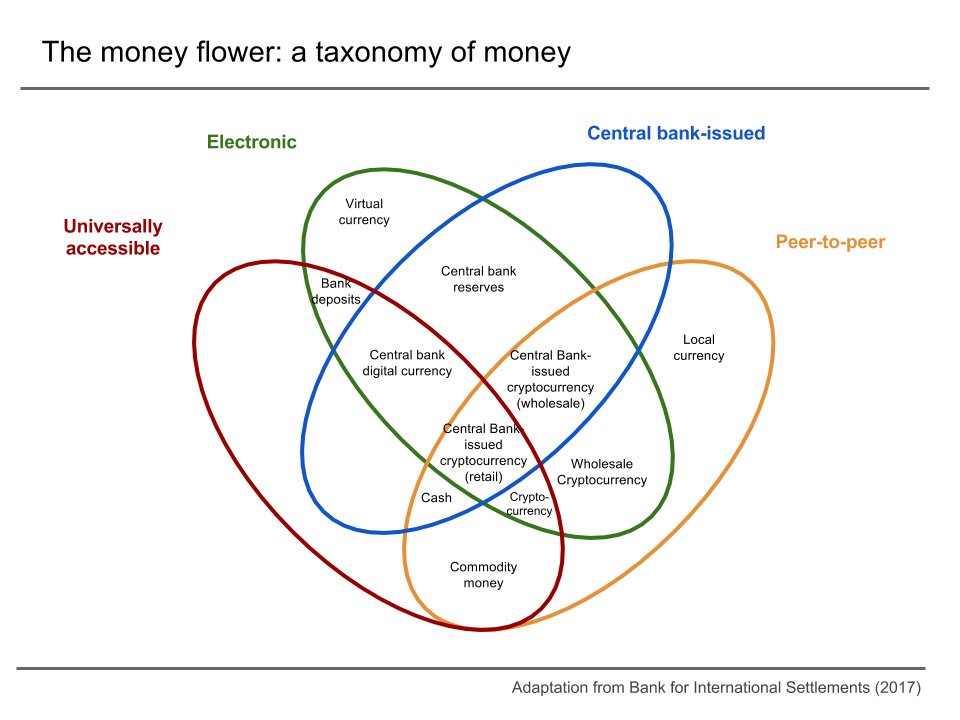
Taxonomía del dinero, basada en "Criptomonedas del banco central" de Morten Linnemann Bech y Rodney Garratt.

El dinero electrónico (también conocido como e-money, efectivo electrónico, moneda electrónica, dinero digital, efectivo digital o moneda digital) se refiere a dinero que, o bien se emite de forma electrónica, a través de la utilización de una red de ordenadores, Internet, o es un medio de pago digital equivalente de una determinada moneda, como en el caso del Ecuador o Perú Las transferencias electrónicas de fondos, depósitos directos y los giros bancarios son ejemplos de dinero electrónico. Asimismo,no tiene unidad física y sus transacciones se realizan a través del intercambio de bits sin utilizar billetes, monedas o cualquier otro medio convencional. Es posible hacer transacciones sin que necesariamente intervenga un banco u otra entidad financiera.
Si bien el dinero electrónico ha sido un interesante problema de criptografía -véase por ejemplo el trabajo de David Chaum y Markus Jakobsson-, hasta la fecha, el uso de dinero en efectivo digital se ha efectuado relativamente a baja escala. Uno de los pocos éxitos ha sido sistema de tarjeta Octopus en Hong Kong, que comenzó como un sistema de pago de tránsito masivo y se ha utilizado ampliamente como un sistema de dinero electrónico. Singapur también ha implementado un sistema de dinero electrónico para su sistema de transporte público (tren, autobús, etc), que es muy similar al de Hong Kong y la ayuda Octopus basada en el mismo tipo de tarjeta (FeliCa). Otras aplicaciones exitosas las podemos encontrar en los Países Bajos, conocida como Chipknip, ya extinta; al igual que en Nicaragua, donde es conocida como Tarjeta TUC y recientemente en Venezuela, con la creación de la criptomoneda El Petro. En China es muy conocido el sistema de pago de WeChat que ya tiene más de 900.000.000 millones de usuarios que a través de un código QR se hacen transferencias de dinero electrónico directamente sin intermediarios. Este mismo sistema se está instalando en Venezuela a través del carnet de la patria que usa como plataforma el sistema patr 9593943-0

## Historia
En 1983, un trabajo de investigación de David Chaum introdujo la idea del efectivo digital. En 1989, fundó DigiCash, una empresa de efectivo electrónico, en Ámsterdam para comercializar las ideas de su investigación. Se declaró en quiebra en 1998.

## Sistemas alternativos
Técnicamente, el dinero electrónico o digital es una representación, o un sistema de débitos y créditos, destinado (pero no limitado a esto) al intercambio de valores en el marco de un sistema, o como un sistema independiente, pudiendo ser en línea o no. El término dinero electrónico también se utiliza para referirse al proveedor del mismo. Una divisa privada puede utilizar el oro para ofrecer una mayor seguridad, como la divisa de oro digital. Un sistema de divisas digital puede ser plenamente respaldado por el oro (como e-gold y c-gold), no respaldados en oro, o de ambos sistemas (como e-Bullion y Liberty Reserve). Además, algunas organizaciones privadas, como las Fuerzas Armadas de los Estados Unidos usan divisas privadas como el Eagle Cash.
Muchos de los sistemas electrónicos venden sus divisas directamente al usuario final, tales como Paypal y WebMoney, pero otros sistemas, tales como e-gold, venden sólo a través de terceros como las casas de cambio de moneda digital.
En el caso de la tarjeta Octopus en Hong Kong, se trabaja de manera similar a los depósitos bancarios. Después que tarjeta Octopus Limited recibe dinero en depósito de los usuarios, el dinero se deposita en bancos, lo cual es similar al método de las tarjetas de débito donde los bancos emisores redepositan el dinero a los bancos centrales.
Algunas divisas locales, como los sistemas de cambio local, trabajan con transacciones electrónicas. El Cyclos Software permite la creación electrónica de divisas locales. El sistema Ripple es un proyecto para desarrollar un sistema de distribución de dinero electrónico independiente de la moneda local.

### Dinero electrónico anónimo fuera de línea
Con el dinero electrónico anónimo fuera de línea (off-line) el comerciante no tiene que interactuar con el banco antes de aceptar dinero por parte del usuario. En lugar de eso puede recoger múltiples monedas gastadas por los usuarios y depositarlas posteriormente en el banco. En principio esto se puede hacer fuera de línea, es decir, el comerciante podría ir al banco con su medios de almacenamiento para intercambiar el efectivo electrónico por dinero en efectivo. No obstante, el comerciante debe asegurarse que el dinero electrónico del usuario, o bien será aceptado por el banco, o el banco será capaz de identificar y castigar a los usuarios que traten de engañar por esta vía. De esta forma, un usuario no tiene posibilidad de utilizar la misma moneda dos veces (doble gasto). Los sistemas de efectivo electrónico off-line también tienen la necesidad de protegerse contra los posibles engaños de los comerciantes, es decir, los comerciantes que deseen depositar una moneda dos veces (y luego culpar al usuario).
En criptografía el efectivo electrónico anónimo fue presentado por David Chaum. Solía hacer uso de firma digital ciega para lograr hacer imposible relacionar entre el retiro y transacciones de gastos. En criptografía, efectivo electrónico por lo general se refiere a dinero electrónico anónimo. Dependiendo de las propiedades de las operaciones de pago, se distingue entre efectivo electrónico en línea y fuera de línea (off-line). El primer sistema de efectivo electrónico fuera de línea fue propuesto por Chaum y Naor. Al igual que el primer sistema en línea, se basa en firma digital ciega RSA.

## Evolución futura
Los ejes principales de desarrollo del efectivo digital son:
- La posibilidad de usarlo a través de una gama más amplia de hardware tal como tarjetas de crédito garantizadas,
- Que las cuentas bancarias vinculadas, en general, se utilicen en un medio de Internet, para el intercambio con micropagos seguros como en el sistema de las grandes corporaciones (PayPal).

Para el fomento de la evolución de la red en términos de la utilización de efectivo digital, una empresa llamada DigiCash está en el centro de atención con la creación de un sistema de efectivo electrónico que permite a los emisores vender moneda electrónica a algún valor. Cuando se adquieren vienen a nombre del comprador y se almacenan en su computadora o en su identidad en línea. En todo momento, el dinero electrónico se vincula a la empresa de efectivo electrónico, y todas las transacciones se realizan a través de esta, por lo que la compañía de efectivo electrónico asegura todo lo que se compra. Sólo la compañía tiene la información del comprador y dirige la compra a su ubicación.
Desarrollos teóricos en el ámbito de la descentralización del tradicional dinero centralizado están en marcha. Los sistemas de contabilidad que están apareciendo, tales como Altruistic Economics, son totalmente electrónicos, y puede ser más eficaces y más realistas por no asumir un modelo de transacción de Suma cero.